# Oficina de Planeamiento y Presupuesto
La Oficina de Planeamiento y Presupuesto (OPP) de Uruguay es una dependencia de la Presidencia de la República encargada de asesorar al Poder Ejecutivo en la formulación de los planes, programas y políticas nacionales y departamentales así como también en la definición de la estrategia económica y social del Gobierno.

## Antecedentes
Por decreto del Consejo Nacional de Gobierno del 27 de enero de 1960, se creó la Comisión de Inversiones y Desarrollo Económico. Esta comisión estaba presidida por el ministro de Hacienda e integrada, además, por los Ministros de Obras Públicas, de Industria y Trabajo, de Ganadería y Agricultura, por el Contador General de la Nación, por el director de Crédito Público y por un Director del Banco de la República Oriental del Uruguay.
Sus cometidos eran:
- Formular planes orgánicos de desarrollo económico,
- Proyectar y buscar su financiación interna y externa,
- Coordinar toda labor tendente a aumentar la productividad nacional y
- Vigilar la puesta en práctica de los planes que se aprobasen.

Funcionó entre el 27 de enero de 1960 y el 28 de febrero de 1967, su secretario técnico fue el economista Enrique Iglesias.
En dicha comisión  trabajaron más de 300 personas de distintas tendencias políticas, uruguayos e extranjeros. Su primera tarea fue diagnosticar un país que se conocía poco y mal: Diseñar un nuevo censo de población y vivienda y diseñar un sistema de cuentas nacionales, que todavía no se llevaban.
Pero la CIDE fue más allá. En 1965 presentó su Plan Nacional de Desarrollo Económico y Social, una monumental obra de seis volúmenes y 11 kilos de peso. Este plan nunca se implementó en su totalidad y coordinadamente, como recomendaban sus autores. Para muchos de ellos, esto supuso una profunda frustración.

## Creación
En el año 1967, con la entrada en vigencia de la Constitución de 1967, tras la reforma constitucional aprobada en el plebiscito del 27 de noviembre de 1966. El artículo 230 de la nueva Constitución establecía que:
"Habrá una Oficina de Planeamiento y Presupuesto que dependerá directamente de la Presidencia de la República. Estará dirigida por una Comisión integrada con representantes de los Ministros vinculados al desarrollo y por un Director designado por el Presidente de la República que la presidirá".

### Disolución
En el Dictadura cívico-militar en Uruguay (1973 - 1985), por el llamado Acto Institucional N° 3 (artículos 3° y 4°), del 1 de septiembre de 1976, se creó la Secretaría de Planeamiento, Coordinación y Difusión, sustituyendo la Oficina de Planeamiento y Presupuesto, con las consiguientes modificaciones estructurales.
Con el restablecimiento de la normalidad institucional y reinstaurada  la democracia, el 1 de marzo de 1985, quedó sin efecto la entonces Secretaría de Planeamiento. El decreto N.º 96/985 organizó y estableció sus cometidos, objetivos y estructura orgánica.

## Cometidos
La Oficina de Planeamiento y Presupuesto (OPP) asesora al Poder Ejecutivo en:
- La definición de la estrategia económica y social del Gobierno;
- La formulación de los planes, programas y políticas nacionales y departamentales consistentes con ella;
- La elaboración y evaluación sobre la base de indicadores de desempeño, de los proyectos de Presupuesto Nacional y Rendición de Cuentas;
- El análisis y evaluación de los presupuestos, planes de inversión y tarifas de los organismos del artículo 221 de la Constitución de la República;
- La conducción de los procesos de modernización y reforma del Estado; y
- La planificación de las políticas de descentralización.

## Director
El director de la Oficina de Planeamiento y Presupuesto es designado el Presidente de la República al inicio de su mandato. Debe reunir las mismas condiciones que un Ministro de Estado y, en la práctica, tiene similar jerarquía. Usualmente participa de las reuniones del Consejo de Ministros.
Su actual director es, desde el 1° de marzo de 2025, el economista Rodrigo Arim.

## Organización
La Oficina de Planeamiento y Presupuesto (OPP) está organizada en tres divisiones y varios departamentos. Las divisiones son: Presupuesto y Gestión del Sector Público, Políticas de Inversiones y Cooperación Internacional y Política Económica y Social. Además de estas tres divisiones, dependen de la dirección las asesorías letrada y técnica y el departamento de Administración y Finanzas.
Algunas oficinas que dependen de la OPP:
- Becas y Cursos
- Fondo Nacional de Preinversión
- Programa de Modernización de las Compras y Contrataciones Estatales
- Comité Ejecutivo para la Reforma del Estado
- Programa de Reforma de la Seguridad Social
- Instituto Nacional de Estadística
- Comisión Sectorial del Mercosur
- Unidad de Desarrollo Municipal
- Programa de Integración de Asentamientos Irregulares
- Dirección de Proyectos de Desarrollo

## Autoridades
| Titular                                             | Subdirector               | Mandato    | Mandato    |
| Titular                                             | Subdirector               | Inicio     | Fin        |
| --------------------------------------------------- | ------------------------- | ---------- | ---------- |
| Luis Faroppa                                        |                           | 01/03/1967 | 10/10/1967 |
| Héctor Luisi                                        |                           | 10/10/1967 | 30/10/1967 |
| Carlos Manini Ríos                                  |                           | 30/10/1967 | 15/02/1968 |
| Santiago Antuña                                     |                           | 15/02/1968 | 19/03/1968 |
| Aquiles Lanza                                       |                           | 19/03/1968 | 27/06/1968 |
| Alejandro Végh Villegas                             |                           | 27/06/1968 | 28/08/1968 |
| Juan Rodríguez López                                |                           | 02/09/1968 | 02/04/1970 |
| Ramón Díaz                                          |                           | 02/04/1970 | 8/04/1970  |
| Ramón Díaz                                          | Ramiro Rodríguez Villamil | 09/04/1970 | 26/10/1970 |
| Aquiles Lanza                                       |                           | 26/10/1970 | 17/11/1971 |
| Aquiles Lanza                                       | Bernardo Porras Larralde  | 18/11/1971 | 26/10/1971 |
| Ángel Servetti                                      |                           | 26/10/1971 | 28/02/1972 |
| Ricardo Zerbino                                     | Alberto Bensión           | 01/03/1972 | 13/07/1973 |
| Moisés Cohen                                        |                           | 13/07/1973 | 12/07/1974 |
| Juan José Anichini                                  | Luis W. Cicalese          | 12/07/1974 | 31/08/1976 |
| Secretaría de Planeamiento, Coordinación y Difusión |                           |            |            |
| José D. Cardozo                                     |                           | 01/09/1976 | 22/06/1978 |
| José D. Cardozo                                     | Luis W. Cicalese          | 22/06/1978 | 14/05/1981 |
| Pedro J. Aranco                                     | Luis W. Cicalese          | 14/05/1978 | 28/08/1981 |
| Pedro J. Aranco                                     | José Ma. Puppo            | 02/09/1981 | 05/07/1982 |
| Pedro J. Aranco                                     | José M. Michetti          | 06/07/1982 | 02/07/1984 |
| Pedro J. Aranco                                     | Sarandí Silveira          | 02/07/1984 | 12/02/1985 |
| Sarandí Silveira                                    |                           | 12/02/1985 | 28/02/1985 |
| Oficina de Planeamiento y Presupuesto               |                           |            |            |
| Ariel Davrieux                                      |                           | 01/03/1985 | 10/04/1985 |
| Ariel Davrieux                                      | Agustín Canessa           | 10/04/1985 | 15/02/1989 |
| Ariel Davrieux                                      | Juan Alberto Moreira      | 15/02/1989 | 12/02/1990 |
| Conrado Hughes                                      |                           | 01/03/1990 | 08/05/1990 |
| Conrado Hughes                                      | Rosario Medero            | 09/05/1990 | 13/08/1990 |
| Conrado Hughes                                      | Washington Abdala         | 13/08/1990 | 18/06/1991 |
| Conrado Hughes                                      | Pedro Silva               | 18/06/1991 | 15/07/1991 |
| Conrado Hughes                                      | Ana María Acosta y Lara   | 15/07/1991 | 26/08/1991 |
| Ana María Acosta y Lara                             |                           | 26/08/1991 | 27/08/1991 |
| Carlos Cat                                          | Ana María Acosta y Lara   | 27/08/1991 | 18/10/1993 |
| Javier de Haedo                                     | Ana María Acosta y Lara   | 18/10/1993 | 20/06/1994 |
| Javier de Haedo                                     | Casilda Echevarría        | 20/16/1994 | 28/02/1995 |
| Ariel Davrieux                                      | Agustín Canessa           | 01/03/1995 | 28/02/1999 |
| Ariel Davrieux                                      | Gonzalo Cibils            | 01/03/2000 | 01/12/2002 |
| Ariel Davrieux                                      | Marcelo Brasca            | 01/12/2002 | 28/02/2005 |
| Carlos Viera                                        | Daniel Mesa               | 01/03/2005 | 29/03/2007 |
| Enrique Rubio                                       | Conrado Ramos             | 29/03/2007 | 31/08/2009 |
| Martin Dibarboure                                   | Conrado Ramos             | 01/09/2009 | 01/03/2010 |
| Gabriel Frugoni                                     | Conrado Ramos             | 01/03/2010 | 27/08/2010 |
| Gabriel Frugoni                                     | Jerónimo Roca             | 01/03/2011 | 01/03/2015 |
| Álvaro García                                       | Martin Dibarboure         | 01/03/2015 | 05/07/2017 |
| Álvaro García                                       | Santiago Soto             | 05/07/2017 | 29/02/2020 |
| Isaac Alfie                                         | José Luis Falero          | 01/03/2020 | 25/05/2021 |
| Isaac Alfie                                         |                           | 25/05/2021 | 02/06/2021 |
| Isaac Alfie                                         | Benjamín Irazábal         | 02/06/2021 | 15/12/2023 |
| Fernando Blanco                                     | Benjamín Irazábal         | 15/12/2023 | 28/02/2025 |
| Rodrigo Arim                                        | Jorge Polgar              | 01/03/2025 | 01/03/2025 |